# Manfred Höner
Manfred Höner (* 3. Mai 1937; † 9. März 2021) war ein deutscher Fußballtrainer.

## Sportlicher Werdegang
Im Auftrag des Auswärtigen Amts und des Nationalen Olympischen Komitees für Deutschland war Höner für verschiedene Verbände in Afrika tätig, unter anderem arbeitete er in Ghana, Botswana und dem Kongo. Ab Mitte der 1980er Jahre war er für die Nigeria Football Federation tätig, dabei wurde er beim Afrika-Cup 1988 mit der nigerianischen A-Nationalmannschaft nach einer 0:1-Finalniederlage gegen Kamerun Vizeafrikameister und nahm mit der Olympiaauswahl an den Olympischen Sommerspielen 1988 teil, bei der man punktlos Gruppenletzter wurde.
Ab Mai 1991 war Höner kurzzeitig Vereinstrainer bei Eintracht Trier in der Oberliga Südwest. Später kehrte er aber wieder in die Verbandsarbeit zurück, wo er Mitte der 1990er die Dominikanische Fußballnationalmannschaft trainierte. Ab Januar 1996 war er für die malawische Nationalmannschaft zuständig. Später war er bei der Qatar Football Association als Technischer Direktor tätig.